# Micranomala indica
Micranomala indica är en skalbaggsart som beskrevs av Gilbert John Arrow 1911. Micranomala indica ingår i släktet Micranomala och familjen Rutelidae. Inga underarter finns listade i Catalogue of Life.